# Фарук (группа)
Социал-демократическая группа «Фарук» (Поборник справедливости) — создана большевиками при Бакинском комитете РСДРП после Революции 1905-07 годов для пропаганды марксизма среди рабочих-лезгин, составлявших значительную часть бакинского пролетариата.
Возглавляли «Фарук» Агасиев Кази Магомед  и Мухтадир Айдинбеков. После ареста руководящего ядра группа распалась. В январе 1918 вновь создана и действовала до августа 1918 в Баку и Южном Дагестане.